# Nicolae Moțiu
Nicolae Moțiu (n. ?? la Sintia, județul Arad, Crișana,  România, – d. 1940 la Deva, Hunedoara, Transilvania, România) a fost medic militar la Gratz în Austria, participant la Marea Adunare Națională de la Alba-Iulia. În 1891 a ocupat funcția de director al spitalului Deva.

## Date biografice și familie
Nicolae Moțiu s-a născut la Sintia (județul Arad), într-o familie creștin-ortodoxă, tatăl său fiind preot.

## Studii
Studiile liceale l-a făcut la liceul maghiar din Arad, iar studiile universitare le-a încheiat la Budapesta, unde a studiat medicina. Ulterior, a devenit medic militar la Gratz în Austria, reîntorcându-se înapoi în Ungaria, unde a fost numit medic la Spitalul din Miskolc. În 1891 Nicolae Moțiu ajunge dirctorul spitalului din Deva, remarcându-se prin iscusința sa în domeniul chirurgical. După ce a participat la Marea Adunare Națională de la Alba-Iulia, și-a reluat funcția de director al spitalului din Deva, pană la pensionarea sa în 1935. A decedat în 1940 la Deva, fiind  însă adus și înmormântat în zona sa de baștină, la cimitirul din Cuvin (sat în comuna Ghioroc din  județul Arad, Crișana, România).